# Elodea densa
Elodea densa (Planch.) Casp. è una pianta acquatica appartenente alla famiglia Hydrocharitaceae.

## Descrizione

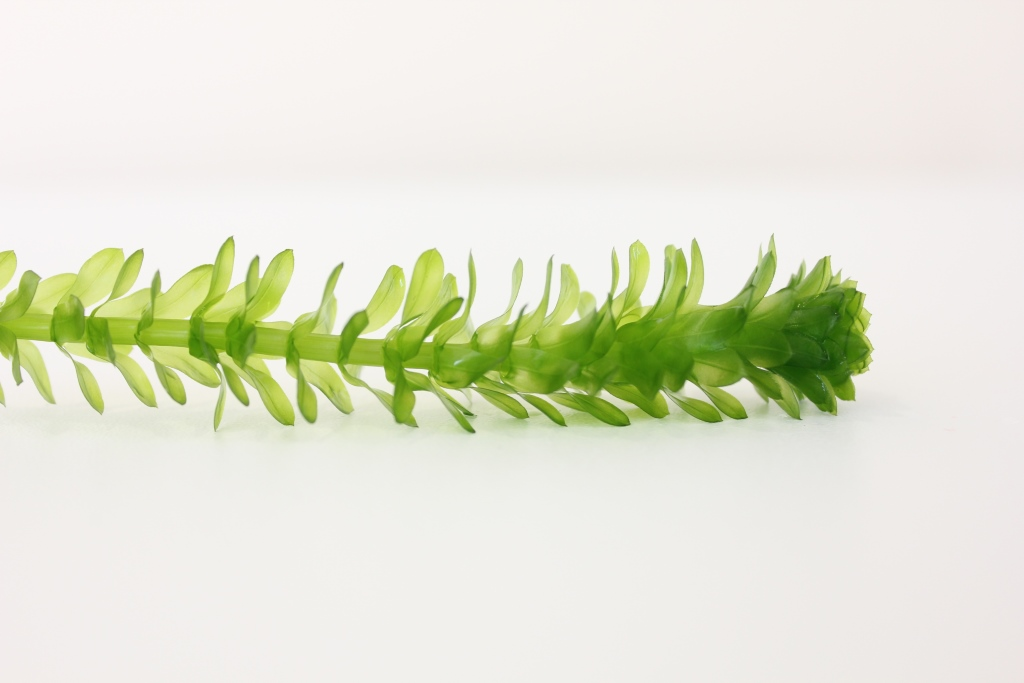

La pianta è composta da steli che possono raggiungere anche 60 cm, da cui nascono delle piccole foglioline.

## Acquariofilia
È una pianta molto utile in acquario, infatti assorbe una gran quantità di nitrati e fosfati, vuole come valori  (se coltivata in acquario) ph 7-8, gh 6-22, kh 4-5, buona fertilizzazione. Inoltre la si può riprodurre tagliando un pezzo di stelo della pianta. La si interra nel substrato (fertile o inerte non c'è differenza) e dopo qualche giorno la pianta comincerà a crescere.